# The Hum
The Hum is een nummer van het Belgische dj-duo Dimitri Vegas & Like Mike versus de Nederlandse dj Ummet Ozcan.
Het nummer werd een grote hit in België, het thuisland van Dimitri Vegas & Like Me. In de Vlaamse Ultratop 50 wist het de nummer 1-positie te bereiken, in Wallonië de 10e positie. Buiten België en Frankrijk wist het nummer geen hitlijsten te behalen.